# Francisco Bernaldo de Quirós y Benavides
Francisco Antonio Bernaldo (o Bernardo) de Quirós y Benavides, señor de Zalamillas, (Pola de Lena, 1678-Zaragoza, 1710) fue un militar y poeta español. Combatió en la guerra de sucesión española, hallando la muerte en la batalla de Zaragoza, pero sobre todo destaca por ser —después de Antón de Mari Reguera— el segundo escritor más antiguo de quien se conserva obra literaria en lengua asturiana.

## Desambiguación
Pertenecía este autor al linaje de los Bernaldo de Quirós —de los más ilustres de Asturias—, en cuyas diversas ramas se repetía mucho el nombre de Francisco. Los frecuentes casos de homonimia han inducido a algunos investigadores a errar su filiación o a tenerla por dudosa. Es importante distinguirle del comediógrafo Francisco Bernardo de Quirós (1580-1668), y de otro militar del mismo nombre (1650-1708), así como del diplomático Francisco Bernardo de Quirós y Valdés, señor de la casa de Figaredo (1644-1709), que durante la guerra de sucesión fue enviado extraordinario de S.M.C. ante los Estados Generales de las Provincias Unidas. Y tampoco se le ha de confundir con Francisco Bernaldo de Quirós y Cienfuegos, IV marqués de Campo Sagrado (1733-1790), ni con su hijo el general de igual nombre y título (1760-1835), que fue de la Junta Central y ministro de la Guerra.

## Datos biográficos
Nació Francisco en la torre familiar de la Pola de Lena, probablemente en el año 1678. Era hijo primogénito de Sebastián Bernardo de Quirós Benavides y Miranda, a quien premurió, regidor perpetuo de Oviedo, señor de dicha torre y de la casa, torre y jurisdicción de Olloniego, todo en Asturias, y de la casa de Benavides de Molinaseca en el Bierzo, y de Antonia María de Villapadierna Ayala y Cerón, su mujer, sucesora en los señoríos de Zalamillas, Raneros, Comontes, Villeza y parte de Grazalejo, todos lugares del reino de León. Tuvo por abuelo paterno al historiador Felipe Bernardo de Quirós Benavides, que en su Solar de Olloniego expone la genealogía paterna y materna del poeta.
Era aún niño o adolescente cuando murió su madre, a quien sucedió en las citadas jurisdicciones y en un grueso mayorazgo con asiento en la villa de Mayorga de Campos, fundado en 1617 por su antepasada María de Atienza.
Estuvo muy unido a su hermano José Manuel Antonio, poco menor que él, quien le anduvo a la zaga como militar y poeta. A él alude en su poema El caballu cuando describe a un bizarro comandante de Húsares.
Siguió una brillante carrera militar, casi siempre junto a su citado hermano y a las órdenes del general Navia Osorio, marqués de Santa Cruz de Marcenado. En 1700 era gentilhombre de la Artillería del Principado. En 1703 pasó con su hermano a Flandes como capitán de Caballos Corazas, y de allí al socorro de Ceuta, sitiada por los ingleses, donde sirvió dos años a su costa. Volvió a Asturias en 1705, nombrado sargento mayor de un nuevo tercio con que el Principado iba a servir al rey Felipe V en la guerra de sucesión. El coronel al mando era Navia Osorio, y Quirós le ayudó eficazmente a reclutar e instruir a la tropa, convirtiéndose en seguida en su teniente coronel. Siempre con el Tercio de Asturias, combatió a los austracistas en Galicia, Navarra, Aragón y Cataluña. En ausencia de su superior, se distinguió mucho en la toma de Tortosa (julio de 1708), donde fue herido y prisionero. Esta acción le valió el ascenso a coronel. Y murió soltero con dicho empleo en la batalla de Zaragoza, donde se señaló mucho como «Teniente de Su Majestad en ordenar y escuadronar el ejército», según refiere su padre en su testamento. Su hermano José Manuel le había sucedido como teniente coronel del Regimiento de Asturias, pasando a Italia en 1709 con esta unidad, y murió de enfermedad en 1712 en Portolongo (hoy Porto Azzurro), en la isla de Elba. En la casa y jurisdicción de Zalamillas sucedió su hermana Leonarda Bernardo de Quirós, marquesa de Inicio.

## Obra poética
Desde muy joven fue un poeta prolífico y renombrado por su numen e ingenio. Sus poemas —la mayoría romances en castellano— corrían copiados a mano o impresos precariamente sin intervención del autor (no en volumen, sino en hojas o pliegos). Así lo refiere el bibliógrafo González de Posada, nacido unos 70 años después que él:
«El año de 1762, estudiando yo Filosofía, he copiado de obras impresas y manuscritas de D. Francisco hasta cosa de un tomo en 4.º por favor que me hizo mi Catedrático el Lic. D. Ignacio Suárez Noriega, cura párroco de Sta. Eulalia de Turiellos, fino apreciador de las buenas obras y raras poesías. La Sra. Marquesa Vda. de Sta. Cruz de Marcenado también las tenía en Oviedo, y D. Fernando de Junco, Chantre Dignidad de aquella Sta. Iglesia. Este Junco, que estuvo en Italia y Francia mucho tiempo y alcanzó a estos sus parientes, publicó algunas obras de estos dos hermanos [Francisco y José] con la fecha de la impresión de Chipre, por ser amatorios supongo, pero se cree que fue en Génova. Todos son Romances, y entre ellos hay algunos que se publicaron por Gerardo Lobo, como el Oyes tú, cómo te llamas, El soliloquio amoroso y Ya que de marciales pompas, que aunque no lo he visto entre los de Benavides, el estilo y carácter de su numen lo distingue fácilmente.»

## Su poemaEl caballu
Pese a que su obra alcanzó cierta difusión en los ambientes cultos de la sociedad asturiana, sólo ha llegado hasta nosotros —con certeza de su autoría— el poema El caballu. Escrito hacia 1707, lo editó por primera vez José Caveda y Nava en su Colección de poesías en dialecto asturiano (1839), y como el resto de los poemas de esta antología (la primera publicada en bable), se convirtió en modelo literario para los escritores en esta lengua del siglo XIX en adelante. 
El caballu es un romance de 330 versos que adopta la forma epistolar. El poeta dirige una carta a Pedro de Solís Bernardo, su pariente, alférez mayor de Oviedo, intentando venderle un caballo para que lo monte en las funciones reales y lleve el pendón de la ciudad. A la manera de un tratante de feria, encarece las cualidades del animal, y de ahí toma pie para aludir a diversos personajes, lugares y sucesos de la pequeña historia regional. En el poema destacan el tono paródico y desenfadado y el recurso frecuente a la ironía, la hipérbole, el doble sentido y las imágenes forzadas. Todo ello hace de esta composición un curioso ejemplo —típico pero original— de la estética barroca.

## Juicios literarios
El polígrafo Padre Feijoo dedica las mayores alabanzas al autor, a quien conoció personalmente: 
«Añado, que en estos tiempos he conocido ingenios capaces de adquirir toda la erudición que hemos celebrado en los Españoles comprehendidos en el pasado Catálogo, exceptuando los dos primeros. Tal fue Don Francisco Bernardo de Quirós y Benavides, natural de este País y de la primera nobleza de él, Teniente Coronel del Regimiento de Asturias, que murió lastimosamente de edad temprana en la Batalla de Zaragoza. Era sugeto de exquisita vivacidad y penetración, de portentosa facilidad y elegancia en explicarse, de admirable facultad memorativa, insigne Poeta, Historiador, Humanista, Matemático, Filósofo. Sobre todo, la valentía de su numen poético, y la gracia y agudeza de su conversación, tanto en lo festivo como en lo serio, excedían a quanto yo puedo explicar. Certifico, que las pocas veces que logré oírle, me tenía absorto y sin aliento para hablar una palabra, tanto por no interrumpir la corriente de las preciosidades que derramaba, cuanto por conocer que todo lo que yo podría decir parecía cosa vil a vista de la variedad y hermosura de sus noticias, juntas con la facilidad, energía, y delicadeza de sus expresiones.»
Le elogian también Fuertes Acevedo, Francisco Gregorio de Salas, y otros estudiosos de los siglos XVIII y XIX.
Y ya en tiempos actuales, el filólogo asturianista Sánchez Vicente valora así su romance El caballu:
«Este es el mejor poema, quizás, de la literatura asturiana. Es desde luego el más libre de influencias castellanas, no por los aspectos externos, sino fundamentalmente por razones de índole interna; porque el mundo referencial y conceptual de la lengua es esencialmente bable, aunque el tema sea netamente ciudadano.»